# Lamnovití
Lamnovití (Lamnidae), někdy též makrelcovití, je čeleď žraloků z řádu obrounů. Tato čeleď zahrnuje jednoho z nejznámějších a člověku nejnebezpečnějších žraloků, kterým je žralok bílý. 

## Systematika
Název čeledi je odvozen od starořecké mytologické nestvůry Lamie, zobrazované nejčastěji jako žena s hadím ocasem, ale v některých případech i jako mořská nestvůra. Čeleď lamnovitých zahrnuje 5 žijících druhů ve 3 rodech a řadu fosilních druhů, z nichž je nejznámější Carcharocles megalodon neboli jen megalodon:
- rod Carcharodon Smith, 1838
  - Carcharodon carcharias (Linnaeus, 1758) – žralok lidožravý (žralok bílý)
  - Carcharodon megalodon Agassiz, 1843† – megalodon
- rod Isurus Rafinesque, 1810
  - Isurus oxyrinchus Rafinesque, 1810 – žralok mako
  - Isurus paucus Guitart Manday, 1966 – žralok východní
- rod Lamna Cuvier, 1816
  - Lamna ditropis Hubbs & Follett, 1947 – žralok tichooceánský
  - Lamna nasus (Bonnaterre, 1788) – žralok sleďový

## Charakteristika
Jedná se o velké žraloky se špičatým rypcem a vřetenovitým tělem. Jejich obrovské tlamy bývají vyplněny velkými, avšak nepočetnými čepelovitými zuby. Mají dlouhé, široce otevřené žaberní štěrbiny, které nicméně nezasahují na hřbetní stranu těla. Žaberní tyčinky chybí. Prsní ploutve bývají dlouhé, stejně jako první hřbetní ploutev. Druhá hřbetní ploutev i řitní ploutev jsou velmi malé. Ocasní ploutev je takřka symetrická, ocasní násadec má výrazný boční kýl a předocasní pruhlubeniny. Lamnovití dosahují délky 3–6 m.

## Biologie a chování

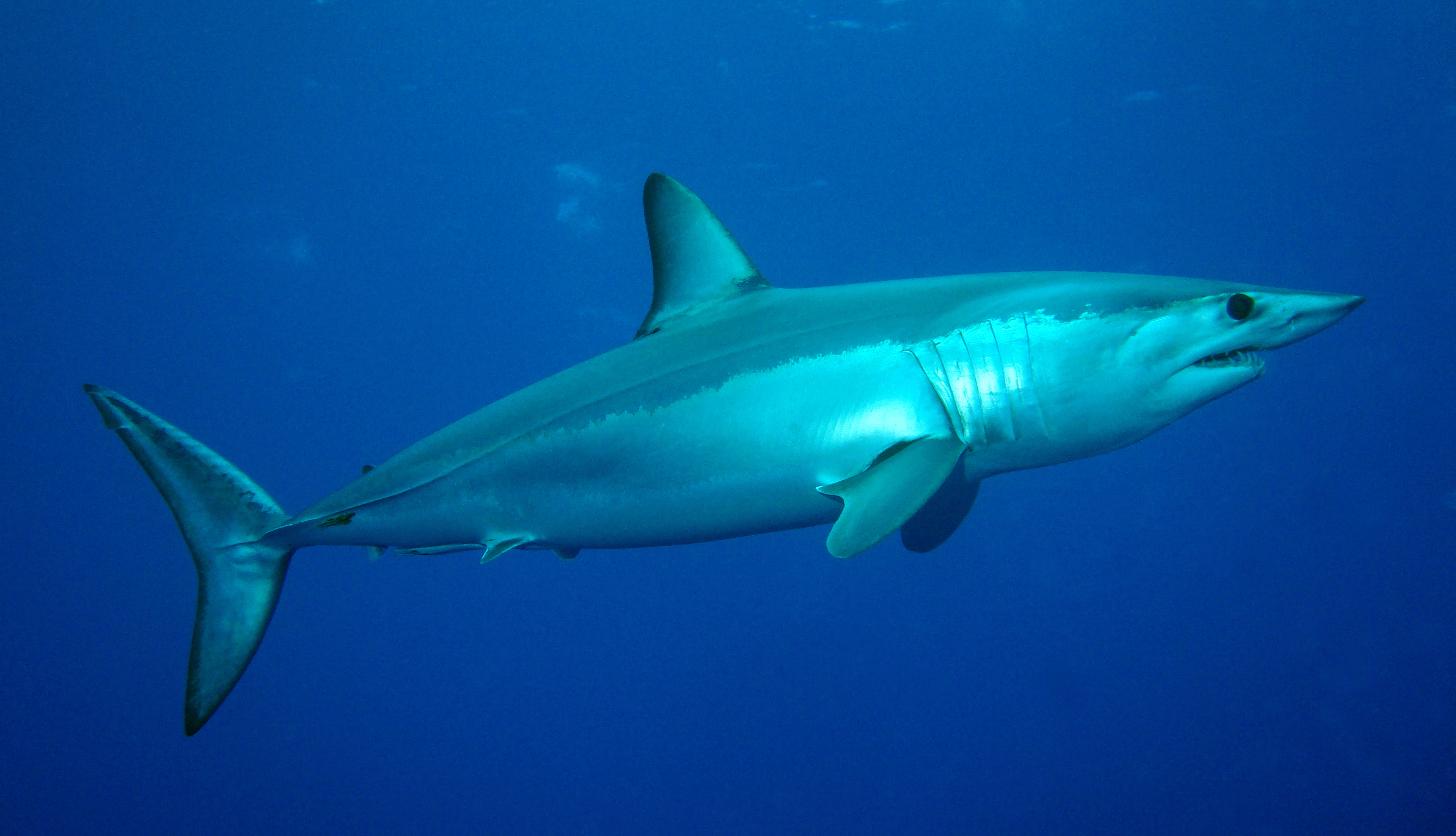
Žralok mako

Jedná se o rychlé plavce schopné velmi rychlého zrychlení. Do jídelníčku těchto obávaných vrcholových predátorů patří kostnaté ryby, ostatní žraloci, rejnoci, chiméry, mořští plazi i ptáci, ploutvonožci, kytovci, desetiramenatci, měkkýši, korýši, občas i mršiny a vzácně i suchozemští savci včetně člověka. Lamnovití patří k několika málo známým žralokům, kteří udržují teplotu těla nad teplotou okolního prostředí. Jsou vejcoživorodí, tzn. samice klade vajíčka, která se vyvíjí v děloze, a rodí až živá mláďata. Jako potrava embryům slouží neoplodněná vajíčka, která samice průběžně produkuje.

## Výskyt
Tito žraloci jsou široce rozšíření ve všech oceánech s výjimkou arktických a antarktických moří. Žralok bílý dokonce patří k nejrozšířenějším druhům ze všech paryb. Geograficky nejomezenější rozšíření má žralok tichooceánský, který se vyskytuje v severním Pacifiku, což je nicméně stále obrovská plocha.  Vyskytují se jak v pobřežních, tak v pelagických vodách do hloubky kolem 1200 m. Sladkou vodu nesnáší dobře a proti proudu řek se proto nevydávají.

## Vztah k lidem
Žralok bílý představuje lidem nejnebezpečnějšího žraloka. Četné útoky na člověk má na svědomí i mako. Žralok mako a žralok tichooceánský jsou přitom populárním terčem komerčního rybářství. Následkem vysoké poptávky po žraločím masu je většina lamnovitých umístěna na různých stupních ohrožení.